# 日意格

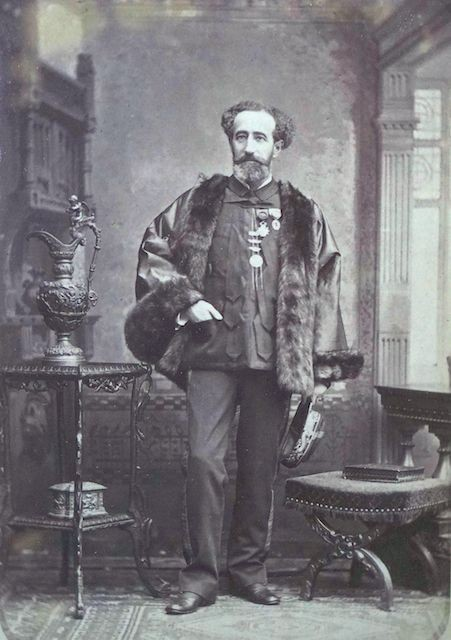

日意格（法語：Prosper Marie Giquel，1835年11月20日—1886年2月19日），法國洛里昂人。曾爲法國參將，駐防上海。同治元年（1862年），改調海關稅務司。遷到寧波，常捷軍組建後任幫統，收復郡城，攻打太平軍有功。當清朝官軍攻擊慈谿，日意格派遣法國籍士兵前往策應。與清軍攻陷餘姚的四個門鎮，遂與前護提督陳世章勒兵往討，一個多月後，攻勢直達上虞。
平定浙江太平軍後，受左宗棠之命與德克碑一同仿造小輪船。
同治五年（1866年），左宗棠創辦福州船政局，充任正監督，度地募工，殫心所事；籌設繪事院、小鐵廠。
同治七年（1868年），加提督銜，賞花翎。

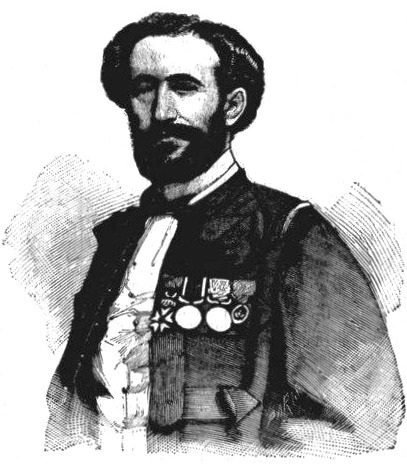
1884年的日意格

同治十三年（1874年），以船政敎導的功勞而獲賞銀幣。
牡丹社事件發生後，清政府派沈葆楨協防臺灣，修築炮臺（億載金城）。當時日意格亦曾與沈葆楨同行，從事招募洋教習教槍法、電線洋匠到臺議價，甚至與日將西鄉從道交涉。在興築億載金城的過程，亦有日意格聘請法國工程師帛爾陀（M. Berthault）及魯富負責幫辦設計。:304。
光緒元年（1875年），日意格回法國採購艦船，船政大臣沈葆楨挑選福建船政前學堂的優秀學生魏瀚、陳兆翱、陳季同和後學堂學生劉步蟾、林泰曾等人，隨日意格一起遊歷歐洲。這是中國官派留學生的先聲。
光緒十二年(1886年)，卒於南法坎城。

## 延伸阅读
[在维基数据编辑]
 《清史稿·卷435》，出自趙爾巽《清史稿》
 在维基共享资源阅览影像

### 脚注
1. ↑  . Si Lorient m était conté.   [2019-12-23]. （原始内容存档于2020-08-05） （法语）. 摘錄自Université du temps libre PL (编). . Lorient, France. 1993年. ASIN B0014N5A1Q. ISSN 1240-1250 （法语）.
2. ↑  季平子. . 知書房出版集團. 2001年: p. 449  [2019-03-01]. ISBN 978-957-9663-87-8. （原始内容存档于2019-08-10）.
3. ↑  何培夫. . 臺南: 《成功大學歷史學系歷史學報》.
4. ↑  . 中国军网.   [2019-12-23]. （原始内容存档于2019-12-23）.

### 书目
- 《清史稿》卷四百三十五，列傳二百二十二，(日意格)